# Eszpartófű
Az eszpartófű (Macrochloa tenacissima) az egyszikűek (Liliopsida) osztályának perjevirágúak (Poales) rendjébe, ezen belül a perjefélék (Poaceae) családjába tartozó faj. Egyéb nevei: alfafű, halfafű vagy lósörényfű.
Korábban az árvalányhaj (Stipa) nemzetségbe volt besorolva; manapság nemzetségének a típusfaja.

## Előfordulása
Az eszpartófű Észak-Afrikában és az Ibériai-félszigeten őshonos. Az eredeti előfordulási területe magába foglalja Portugáliát, Spanyolországot, a Baleár-szigeteket, Marokkót, Algériát, Tunéziát és Líbiát. Az ember betelepítette a Kanári-szigetekre és Ciprusra.

## Alfajai
- Macrochloa tenacissima subsp. gabesensis (Moraldo, Raffaelli & Ricceri) H.Scholz & Valdés
- Macrochloa tenacissima subsp. tenacissima
- Macrochloa tenacissima subsp. umbrosa F.M.Vázquez

## Megjelenése
Egyéves fűféle, amely általában 60-150 centiméter magasra nő, de elérheti a 200 centiméteres magasságot is. A levelei 30-120 centiméter hosszúak és 1-3 milliméter szélesek. A lándzsás bugavirágzata 25-35 centiméteres. A virágzatot alkotó virágok csak 10 milliméteresek.

## Felhasználása
Számos kézműipari célra használják alapanyagként, így kosarakat, cipőket, köteleket vagy papírt készítenek belőle.

## Képek

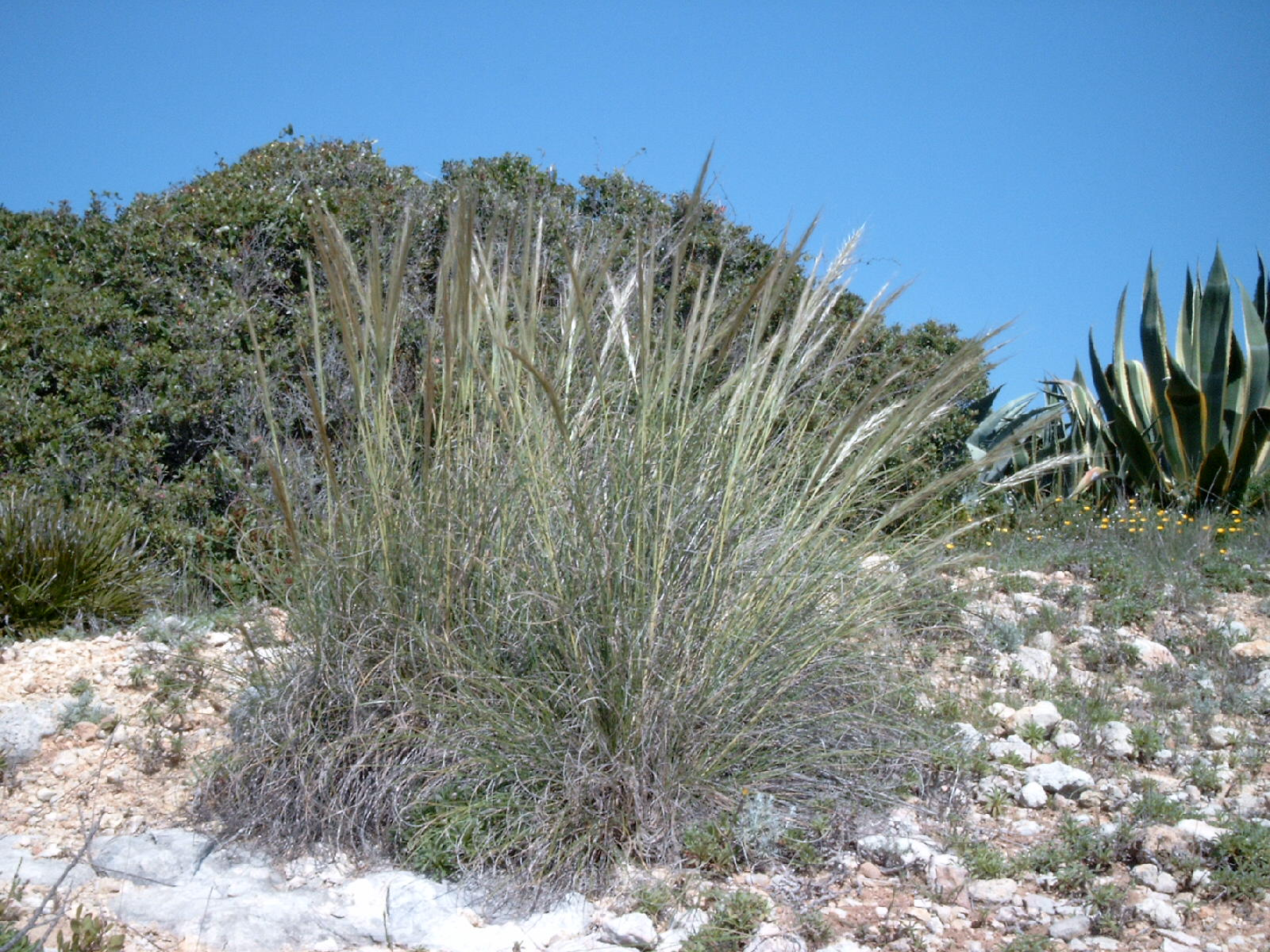
A növény
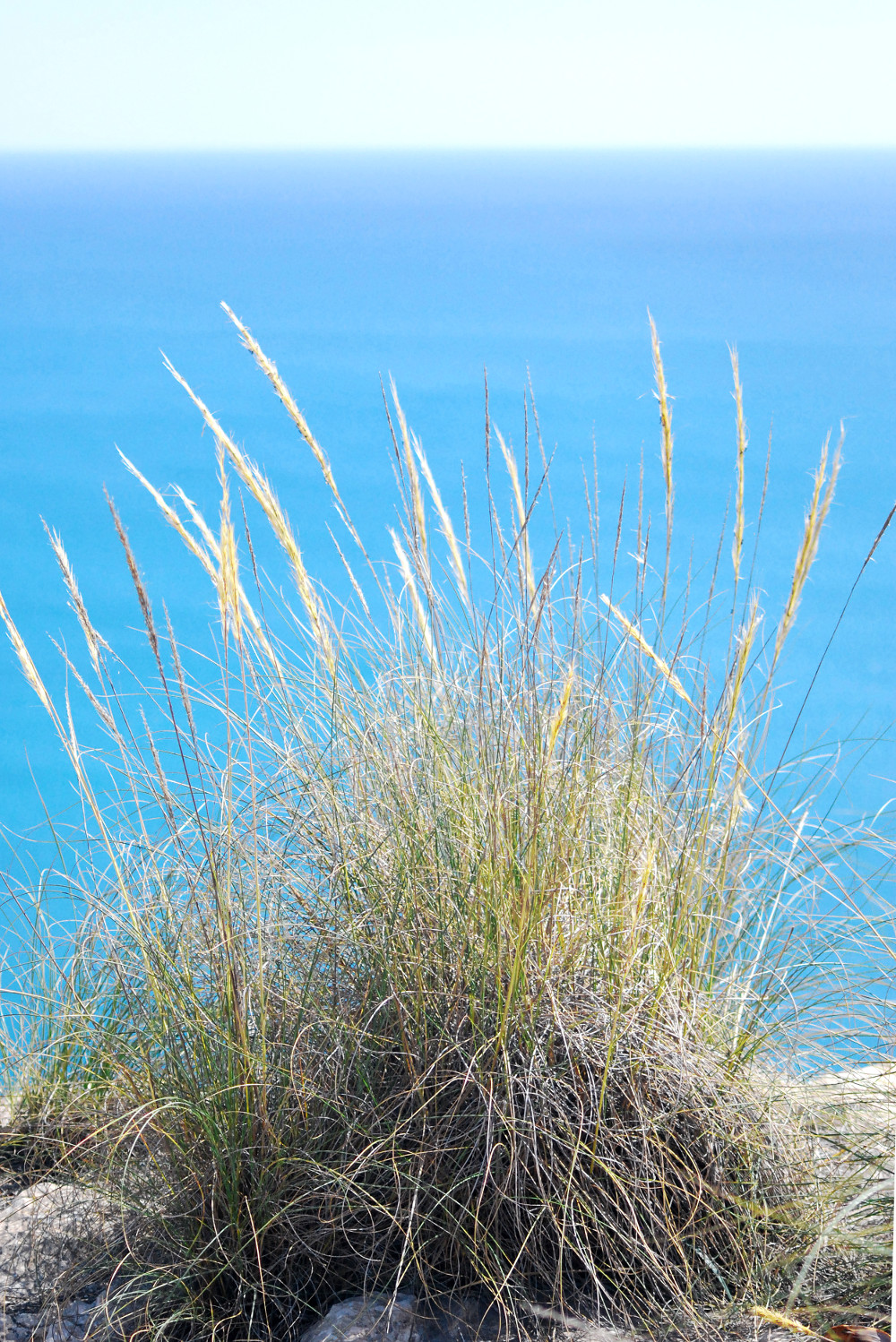
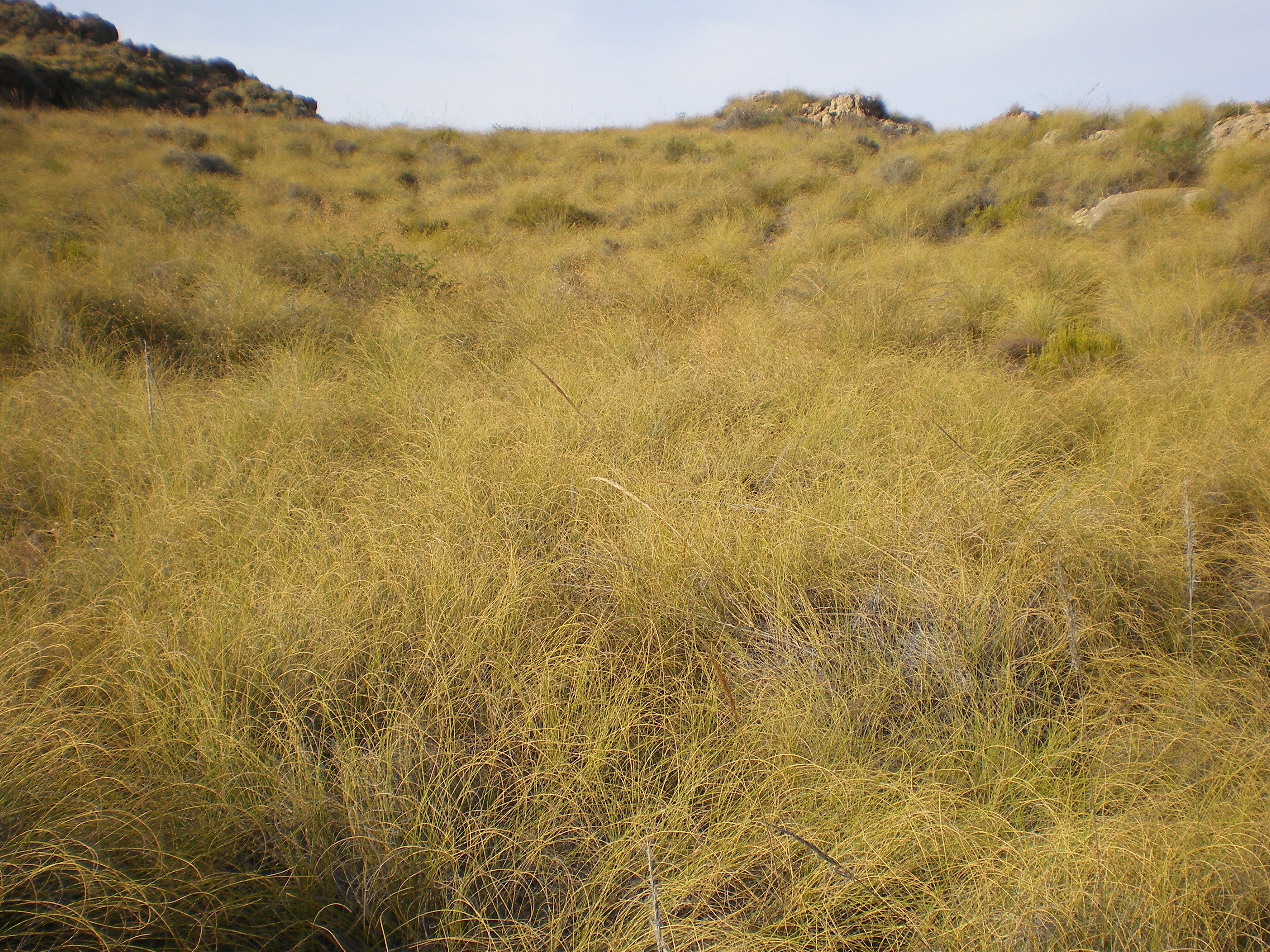
Mezőt alkotva
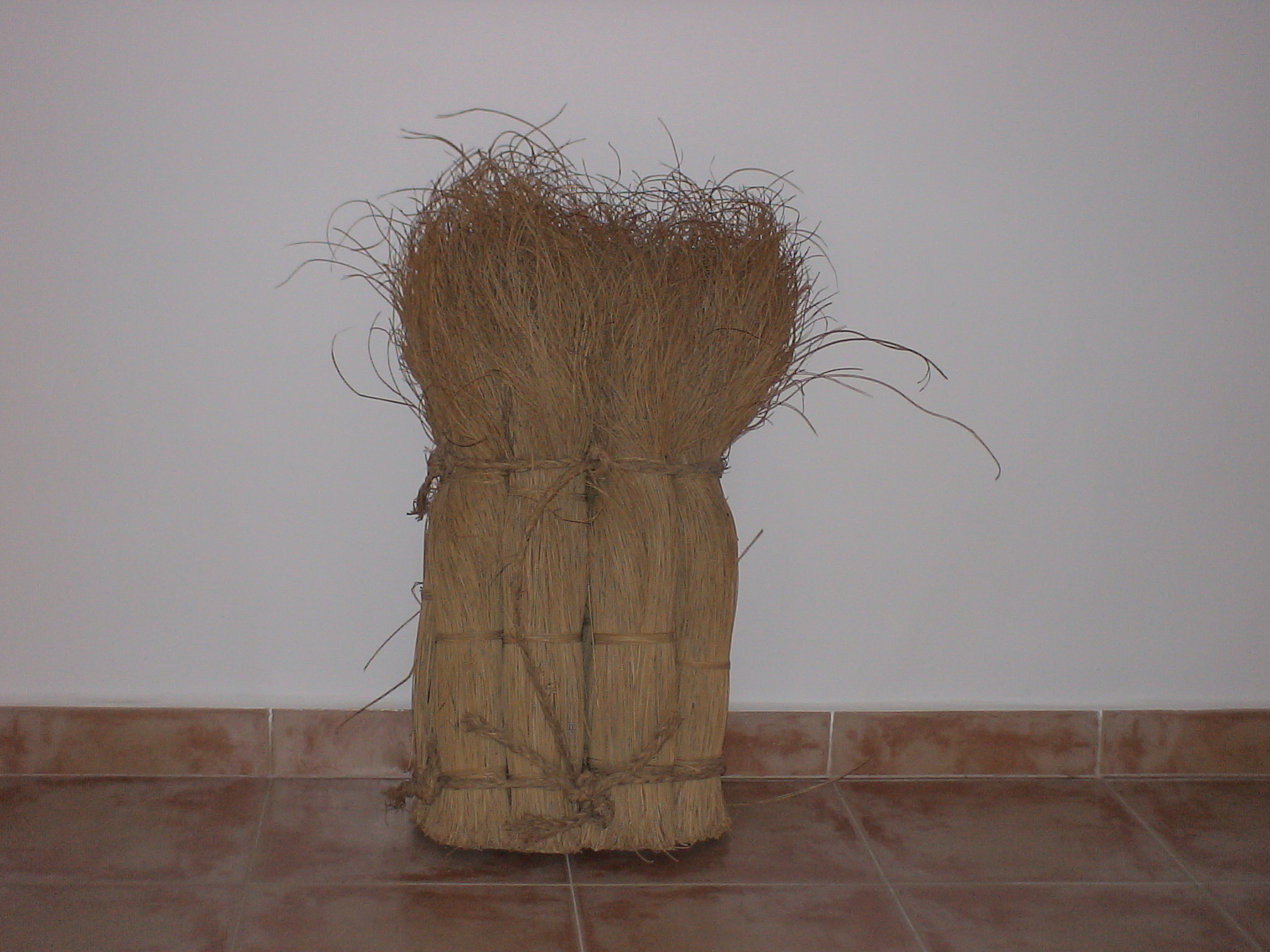
Feldolgozásra kész eszpartó
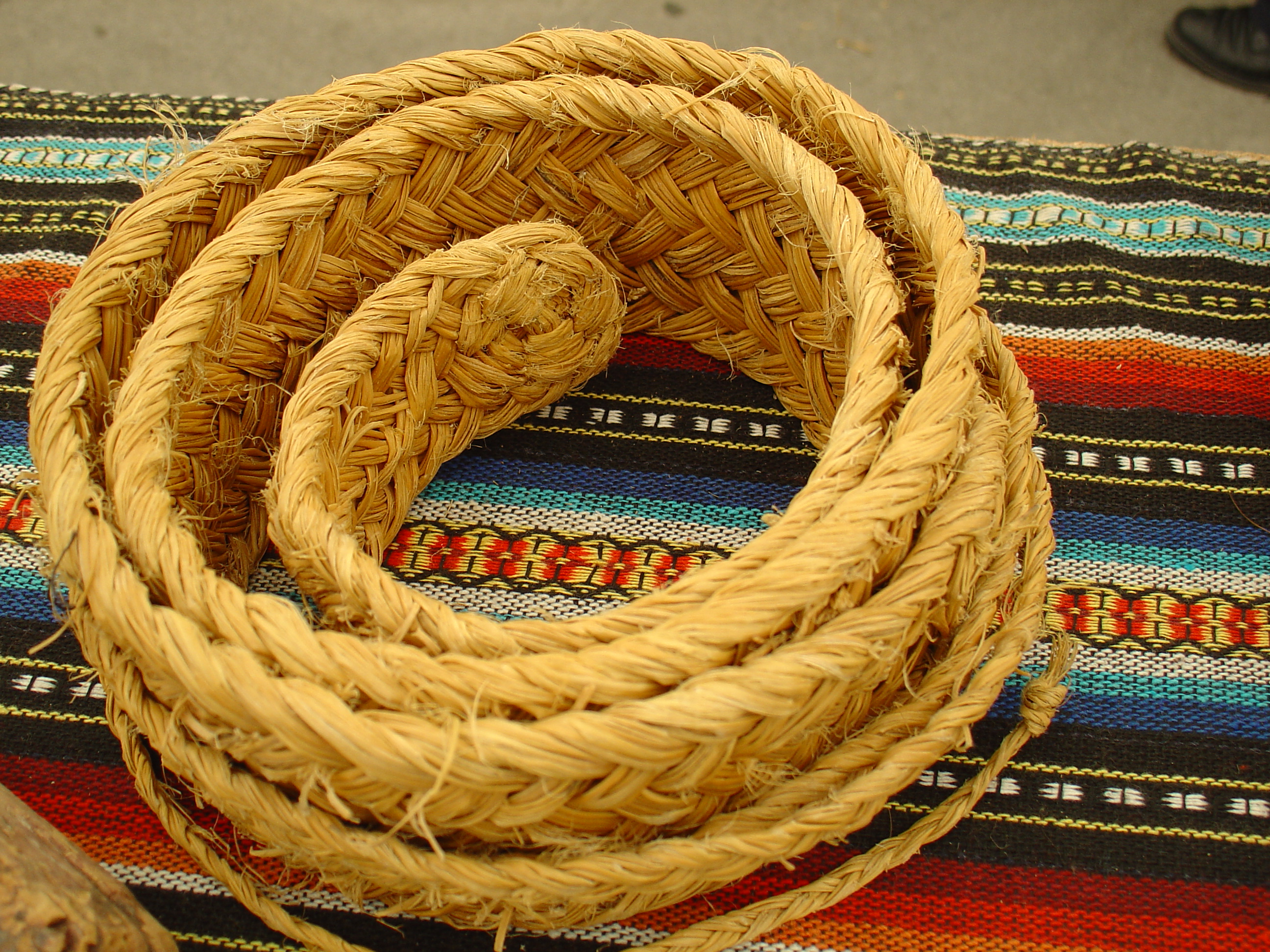
Szőtt eszpartófű